# Alois Podlipný
 Alois Podlipný (1879–1964) byl český fotograf. Působil od roku 1902 v Českém Brodu. Jeho ateliér na českobrodském náměstí v čísle 63 později převzal Jaromír Pilař, který jej vedl až do roku 1954, kdy byl ateliér nuceně uzavřen komunistickou mocí. Alois Podlipný rovněž vydával pohlednice.